# Xylotoles segrex
Xylotoles segrex es una especie de escarabajo longicornio del género Xylotoles, tribu Parmenini, subfamilia Lamiinae. Fue descrita científicamente por Olliff en 1889.

## Descripción
Mide 6-9 milímetros de longitud.

## Distribución
Se distribuye por Australia.